# Inseguendo l'aquila
Inseguendo l'aquila è un album del cantautore italiano Mango, pubblicato nel 1988.

## Il disco
L'album fu stampato anche in CD oltre al vinile, e nello stesso anno pubblicato anche in Spagna con il titolo Hierro y fuego. Non riuscì a bissare il successo del precedente Adesso, ma fu comunque disco d’oro con 100 000 copie vendute. Mia madre è una dedica del paroliere Alberto Salerno alla madre scomparsa.

## Tracce

### Inseguendo l'aquila
1. Ferro e fuoco (P. Mango, A. Mango, A. Mango, A. Salerno)
2. Trovando te... cercandomi (P. Mango, A. Mango)
3. Oasi (P. Mango, A. Salerno)
4. Il mare calmissimo (P. Mango, A. Mango, A.Salerno)
5. Seduto all'ombra... fu così (A. Mango)
6. Mia madre (P. Mango, A. Salerno)
7. Inseguendo l'aquila (P. Mango, A. Mango, A. Salerno)
8. Le bugie degli angeli (A. Mango)
9. Immersione in te (P. Mango, A. Mango, A. Mango, A. Salerno)

### Hierro y fuego
1. Hierro y fuego
2. Hallandote... Buscandome
3. Oasis
4. Mare en calma
5. En La Penumbra... Yo Pense
6. Madre
7. Persiguiendo Al Aguila
8. Las Mentiras De Los Angeles
9. Se Esconde En Ti

## Formazione
- Mango: voce, tastiera, cori
- Rocco Petruzzi: tastiera, programmazione
- Graziano Accinni: chitarra
- Steve Ferrera, Lele Melotti: batteria
- Paolo Costa: basso
- Max Costa: programmazione
- Laura Valente: cori

## Collaboratori
- Arrangiamenti: Mango
- Collaborazione musicale: Rocco Petruzzi, Graziano Accinni, Armando Mango
- Registrato e mixato da Marti J. Robertson allo Psycho Studio
- Assistita da Franco Cafone
- Collaborazione in studio: Claudio Dentes